# 待制
待制，官名，是指等待詔命之官員。
唐太宗初年設置，命京官五品以上，每日值班於中書省與門下省，以備訪問。永徽年間，又命弘文館學士輪番待制於武德殿西門。文明元年（684年），下詔在京文官五品以上的清官，每日一人待制於章善門與明福門，以備皇帝顧問，稱為待制。遂成定制。宋代建閣時，多設有待制，如保和殿待制、龍圖閣待制、天章閣待制。